# Амфилох (сын Алкмеона)
Амфилох (др.-греч. Ἀμφίλοχος) — персонаж древнегреческой мифологии. Сын Алкмеона и Манто. Воспитывался у коринфского царя Креонта. По повелению оракула Аполлона основал Амфилохийский Аргос.
Оставил корабли в Илионе и отправился в Колофон по суше Основал вместе с Мопсом Малл, затем отправился в Аргос, но позже вернулся. Оставил Мопсу на год царскую власть, но тот отказался её вернуть. Вступил в поединок с Мопсом, оспаривая царскую власть, и они убили друг друга. Согласно Гесиоду, Амфилох был убит Аполлоном в Солах, либо у Алейской равнины, либо в Сирии. Действующее лицо трагедии Еврипида «Алкмеон в Коринфе».
- См. Амфилох (сын Амфиарая) — другая версия мифа.